# 2252 CERGA
A 2252 CERGA (ideiglenes jelöléssel 1978 VT) a Naprendszer kisbolygóövében található aszteroida. Kōichirō Tomita fedezte fel 1978. november 1-jén.